# Rotszwaluw
De rotszwaluw (Ptyonoprogne rupestris) is een zangvogel uit de familie van de zwaluwen (Hirundinidae). Hij heeft een voorkeur voor een bergachtig gebied waar hij broedt tegen rotsen en kliffen en meestal het hele jaar door te vinden is. Het is een van de vijf zwaluwsoorten die in Europa voorkomen.

## Kenmerken

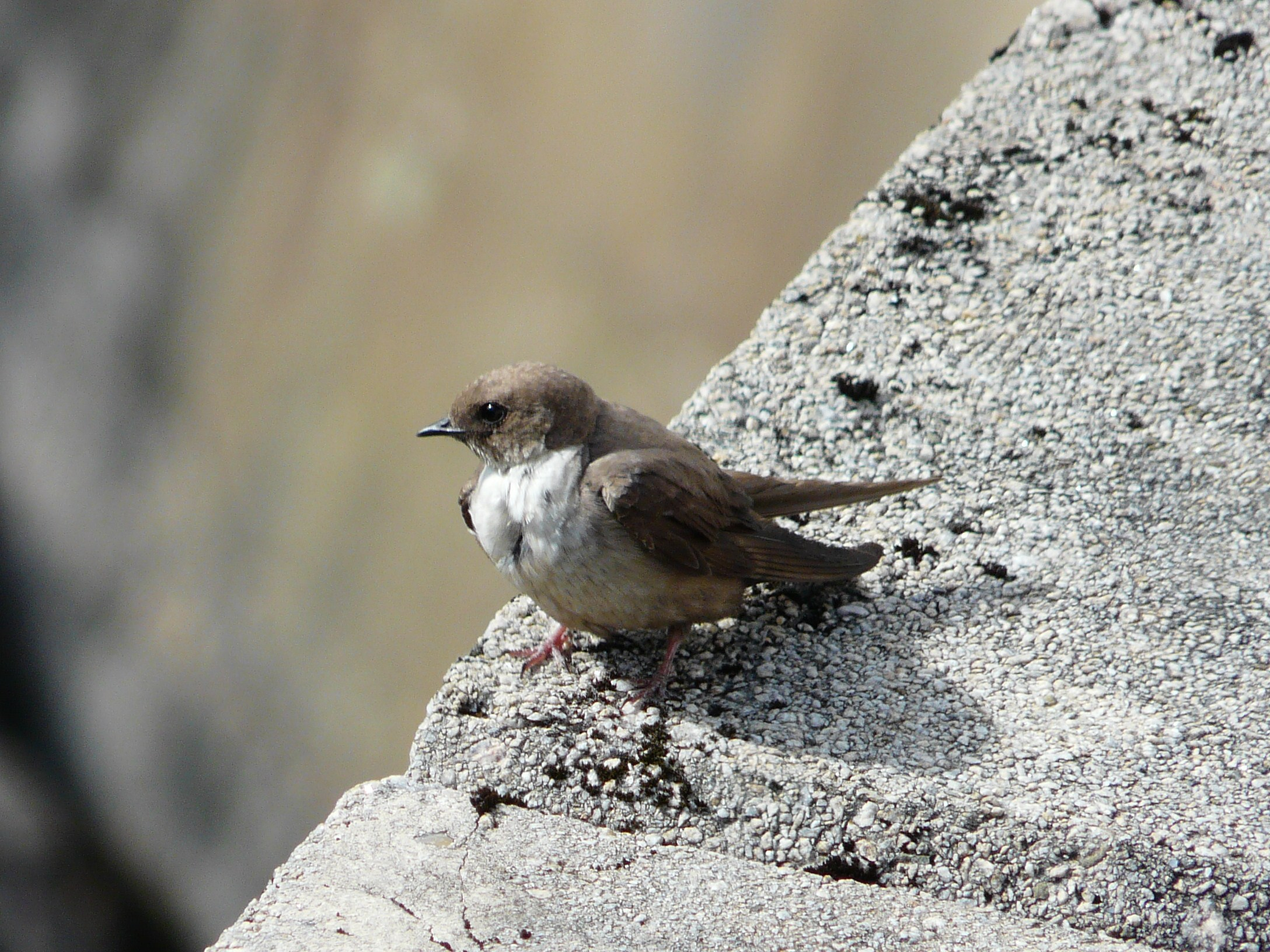
De rotszwaluw is het lichtst gekleurd op zijn borst en het bovenste gedeelte van zijn buik.

Een volwassen rotszwaluw heeft een totale lichaamslengte van 13 tot 15 centimeter, een vleugelspanwijdte van 32 tot 34,5 centimeter en een gemiddeld gewicht van 23 gram.
Het verenkleed is grauwbruin aan de rug- of bovenzijde en lichter gekleurd aan de onder- of buikzijde. De rotszwaluw is het lichtst op zijn borst en bovenste gedeelte van de buik. De onderzijde van de vleugels is bijna zwart, net als de onderzijde van de staartveren. Verder is de staart kort, vierkant en is niet-gevorkt. Op de staartveren zitten witte vlekken, met uitzondering van de binnenste en de buitenste staartpennen. De rotszwaluw heeft bruine ogen en een kleine zwarte snavel. De bruinroze poten zijn net als bij de meeste zwaluwsoorten weinig gespierd. Het uiterlijk is voor beide geslachten hetzelfde en biedt een doeltreffende camouflage wanneer de rotszwaluw op de rotsen zit. Juvenielen zijn te herkennen aan bruingele veerpunten op de kop, de onderzijde van de vleugels en de bovenzijde van de romp.

### Onderscheid met andere vogels

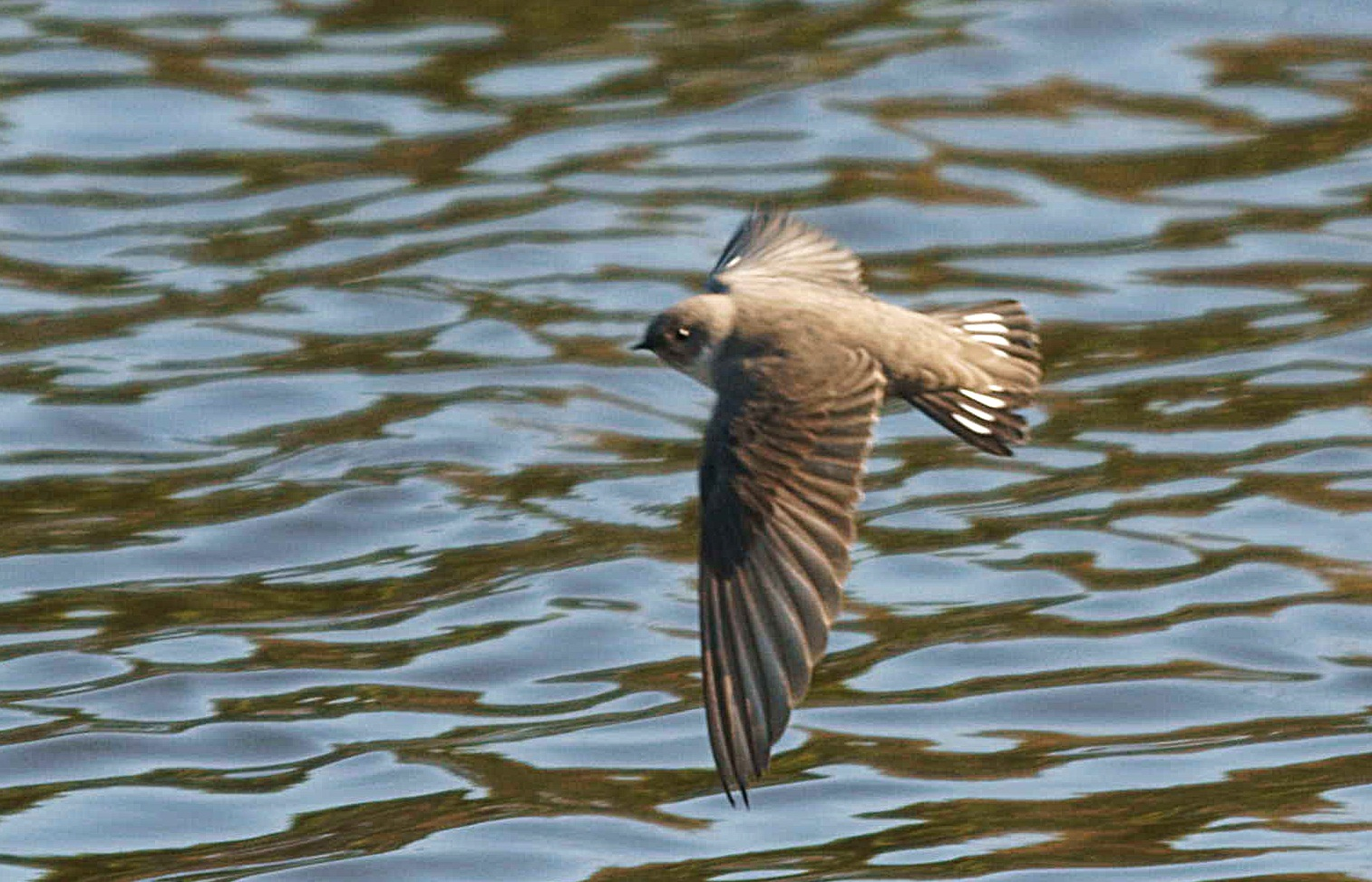
Een rotszwaluw in de vlucht

Het lichaam, de vleugels en de staart van de rotszwaluw zijn breder dan die van andere zwaluwsoorten in Europa. Hij kan verward worden met de oeverzwaluw (Riparia riparia), maar is groter, heeft witte plekken op de staart en heeft geen borstband. Bovendien is de vlucht van de rotszwaluw rustiger, met minder vleugelslagen en langere glijvluchten.
Buiten Europa overlapt het verspreidingsgebied van de rotszwaluw dat van twee andere soorten uit het geslacht Ptyonoprogne, namelijk de Kaapse rotszwaluw (Ptyonoprogne fuligula) in Afrika en de Indische rotszwaluw (Ptyonoprogne concolor) in Azië. De rotszwaluw is groter en heeft grotere witte vlekken op zijn staartveren. Bovendien is de rotszwaluw donkerder en bruiner gekleurd dan de Kaapse rotszwaluw en lichter gekleurd dan de Indische rotszwaluw. Ook vertoont de rotszwaluw veel overeenkomsten met de gierzwaluw, die in zijn leefgebied veel voorkomt. Deze heeft echter langere vleugels en een kleinere staart, die bovendien gevorkt is.

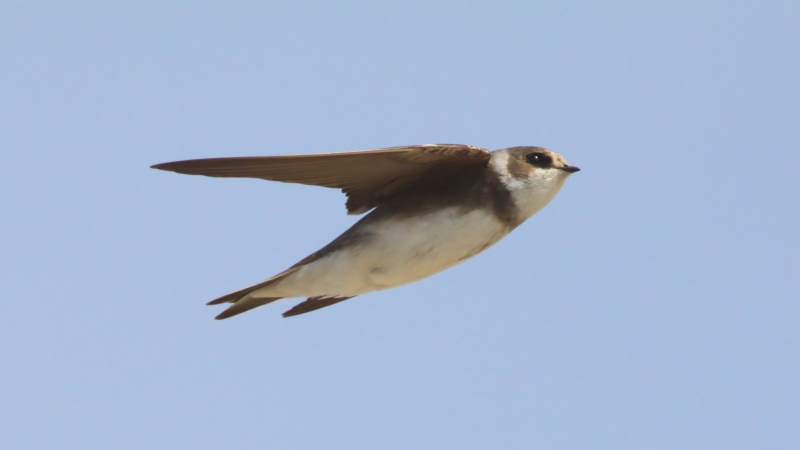
Oeverzwaluw (Riparia riparia)
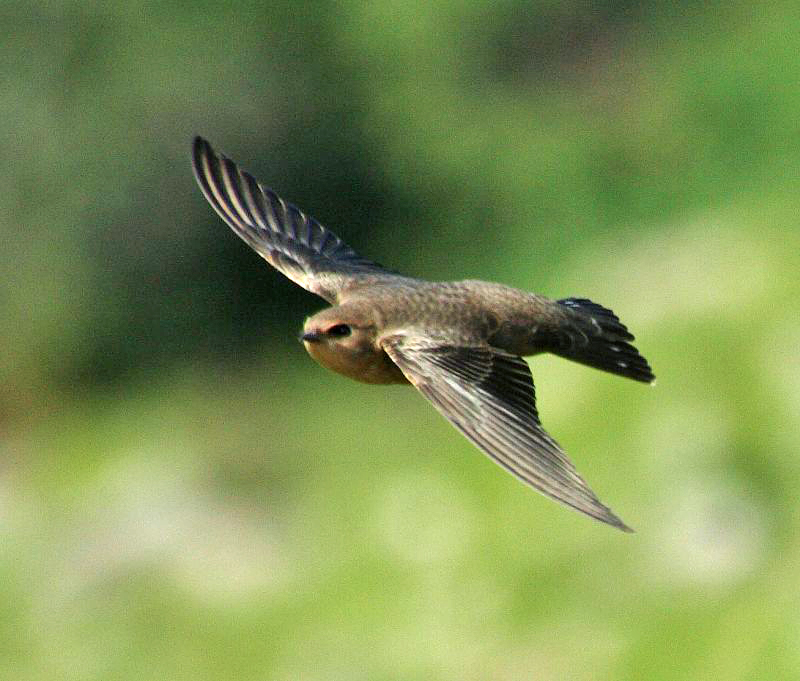
Kaapse rotszwaluw (Ptyonoprogne fuligula)
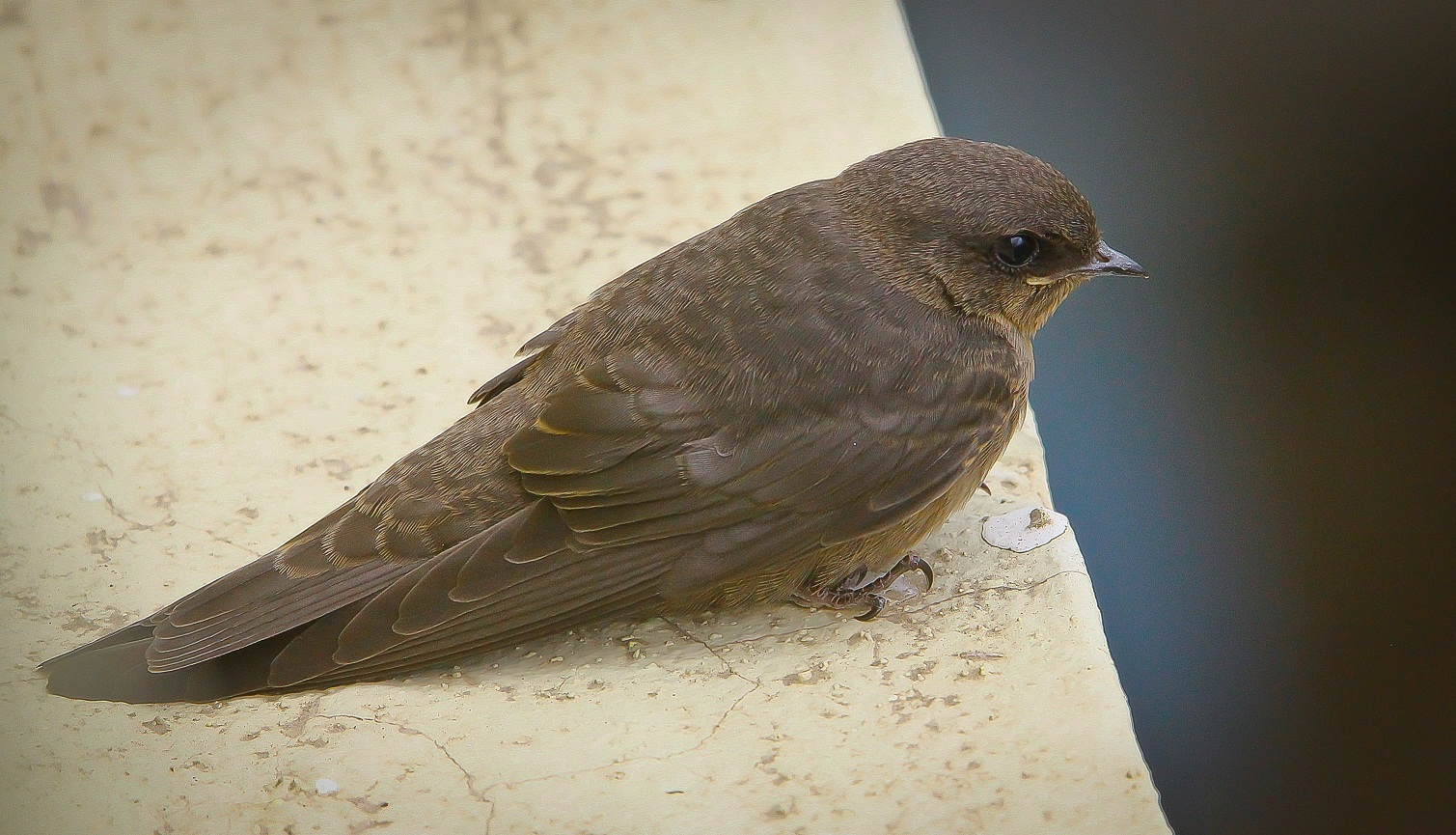
Indische rotszwaluw (Ptyonoprogne concolor)
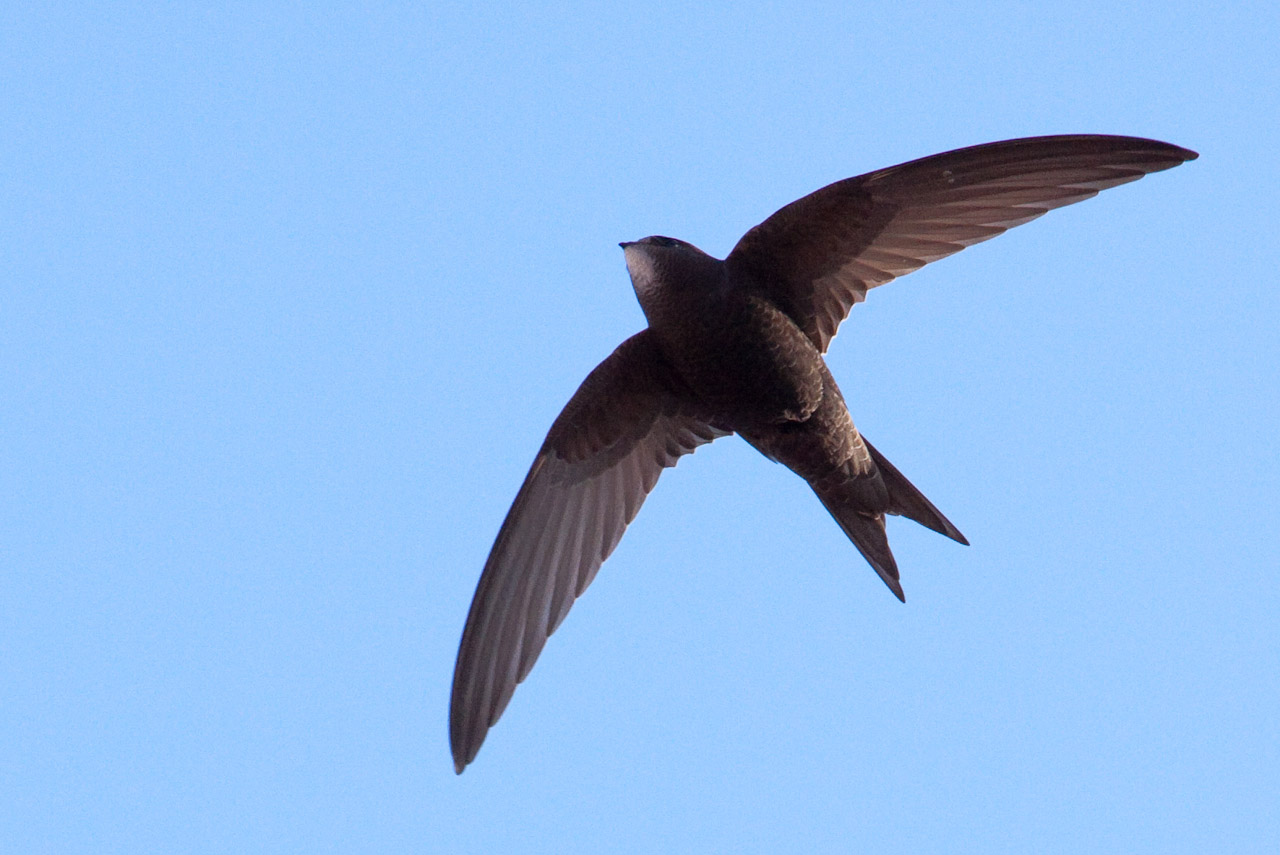
Gierzwaluw (Apus apus)

## Gedrag en levenswijze

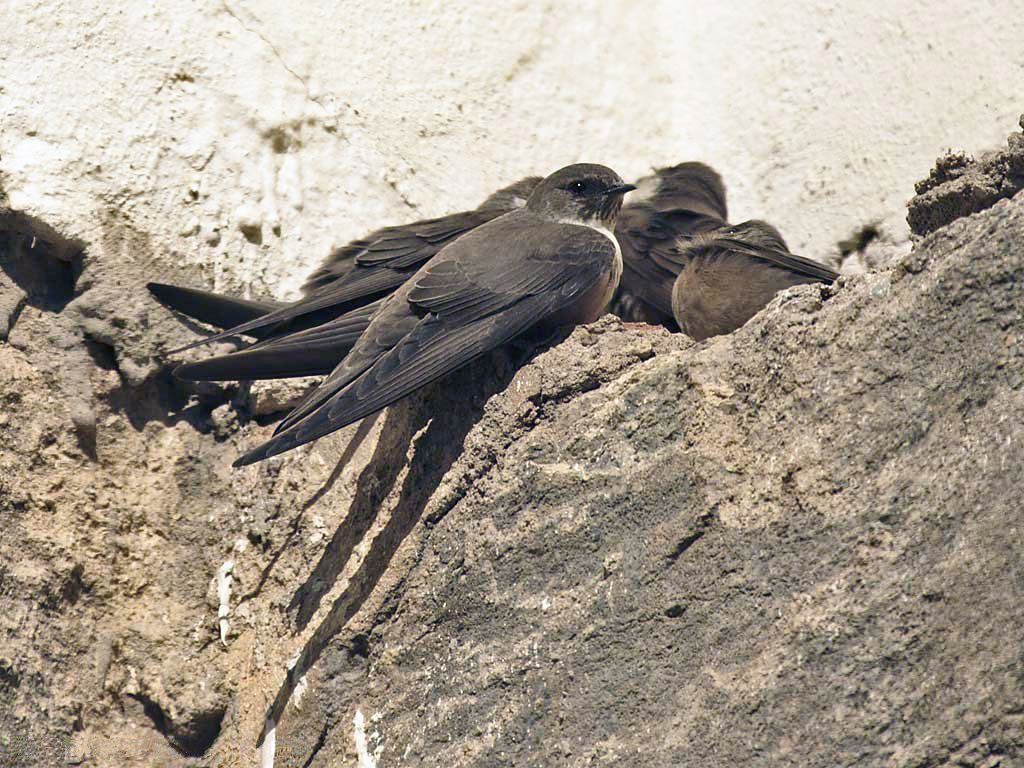
Een groep rotszwaluwen rust op de rotsen.

De rotszwaluw vliegt vaak dicht langs rotswanden en oude ruïnes en wordt ook soms in steden aangetroffen. In tegenstelling tot de meeste zwaluwsoorten vormen rotszwaluwen slechts kleine, losse groepen en broeden ze vaak solitair. In de winter komen vaak grotere groepen bij elkaar in roestplaatsen. De rotszwaluw verdedigt zijn broedgebied fel en is agressief naar veel andere vogelsoorten. Tegenover huiszwaluwen is hij vrij tolerant, waarschijnlijk omdat deze kolonievogels een eventuele bedreiging eerder zullen opmerken.

### Voedsel
De rotszwaluw jaagt op vliegen, mieren, kevers, spinnen en andere ongewervelden. Hij vangt meestal tot op grote hoogte vliegende insecten, maar pikt zijn prooi ook vanaf rotsen, de grond of de waterspiegel. In kliffen langs de zee waar veel golfslag is profiteert de rotszwaluw van de opvliegende insecten. In Spanje en Italië is waargenomen dat steenvliegen, schietmotten en schaatsenrijders die de rotszwaluw in en rond wateroppervlakten vangt een belangrijk deel van zijn dieet uitmaken. In de broedperiode jaagt de rotszwaluw in tegenstelling tot de meeste andere zwaluwsoorten vaak binnen zijn nestterritorium.

### Vlieggedrag

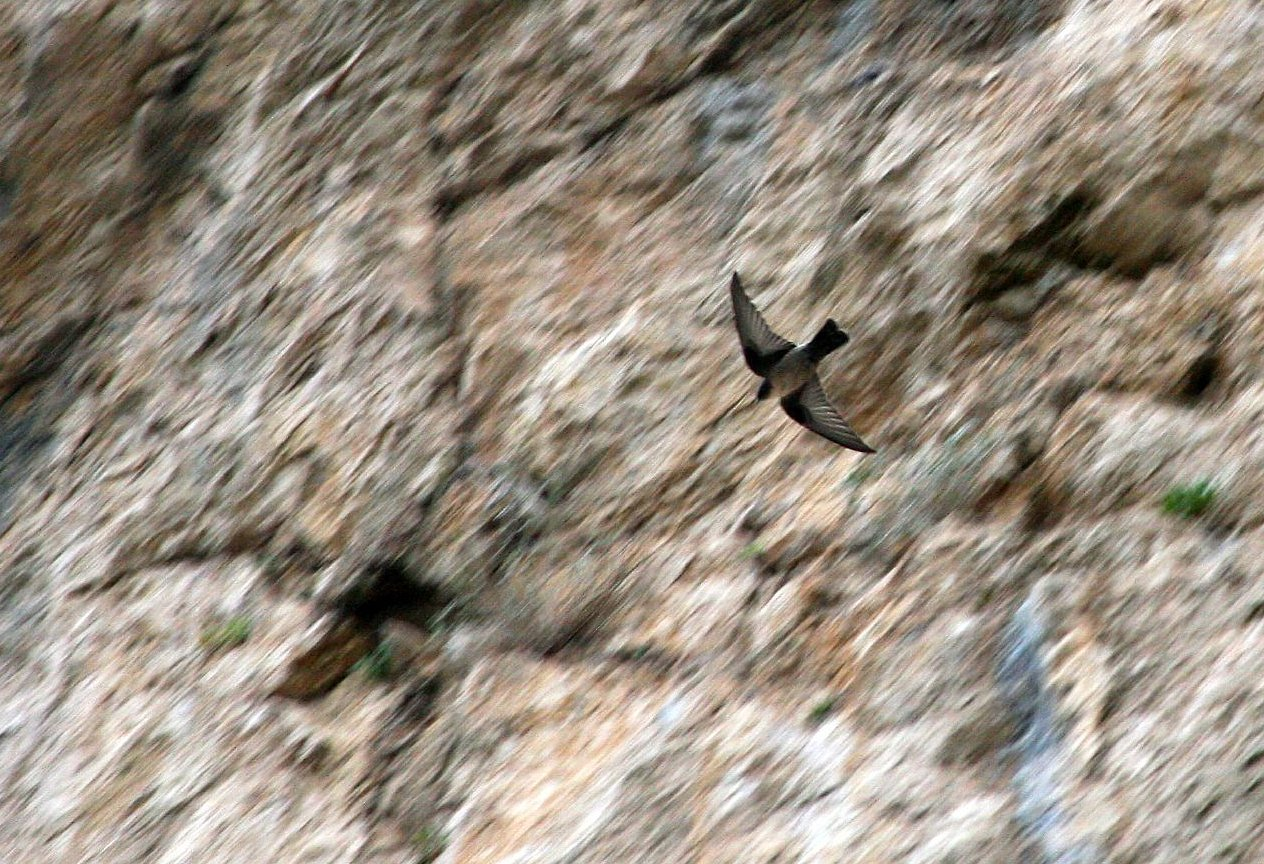
Een rotszwaluw scheert langs de rotsen in Lleida, Spanje

De rotszwaluw is zoals alle zwaluwen een behendige vlieger. Hij kan dankzij zijn lange, flexibele slagpennen scherpe bochten in zijn vlucht maken, zodat hij dicht langs de rotsen kan vliegen. In vergelijking met andere zwaluwen vliegt de rotszwaluw relatief langzaam en maakt hij veel glijvluchten. De gemeten gemiddelde snelheid bij het trekken is 9,9 meter per seconde, die van een gemiddelde zwaluw is ongeveer 11 meter per seconde.

### Zang
De zang van de rotszwaluw is een relatief zacht en onopvallend gekwetter en is dikwijls tijdens de vlucht te horen. Het gekwetter heeft soms wat weg van dat van de boerenzwaluw en in de zang komen geluiden voor die doen denken aan geluiden van de kneu of de huiszwaluw, zoals tsjuur, tsjit en piieh. De contactroep klinkt als trek en kan onderdrukt klinken of juist hard.

### Natuurlijke vijanden
De slechtvalk komt voor in het rotsachtige leefgebied van de rotszwaluw en behoort dankzij zijn snelheid tot de voornaamste natuurlijke vijanden. Andere vogels die de rotszwaluw in zijn leefgebied belagen zijn torenvalken, sperwers, Vlaamse gaaien en raven. Het is een enkele keer waargenomen dat de rotszwaluw werd belaagd door kraaien terwijl hij over de Himalaya trok. Parasieten van de rotszwaluw zijn onder andere steekvliegen, vlooien en bloed zuigende mijten, zoals Dermanyssus chelidonis.

### Voortplanting
De broedperiode van de rotszwaluw is van mei tot oktober. In deze periode worden één of twee broedsels grootgebracht. In tegenstelling tot andere in Europa broedende zwaluwen broedt de rotszwaluw solitair of in kleine kolonies, zelden groter dan tien koppels. In het laatste geval worden de nesten met een tussenruimte van dertig meter van elkaar gebouwd en agressief tegenover soortgenoten en andere vogels verdedigd.
Het nest wordt door het koppel samen in één tot drie weken gebouwd aan de zonzijde in holten of onder overhangende rotsen, soms ook aan hoge gebouwen of onder bruggen. Het is komvormig met een opening aan de bovenzijde en wordt gemaakt van modder en van binnen bekleed met zachte materialen, zoals veren en droog gras. Rotszwaluwen gebruiken hun nest ook voor latere broedsels.
Een broedsel bestaat uit twee tot vijf witte eieren met roodbruine vlekken, voornamelijk aan de brede onderzijde. Gemiddeld meten ze 20,2 bij 14,0 millimeter en wegen ze 2,08 gram. De eieren worden voornamelijk door het vrouwtje uitgebroed en komen na 13 tot 17 dagen uit. Beide ouders voeren de juvenielen en vliegen elke twee tot vijf minuten aan met ongewervelde diertjes. Hiervoor moet het koppel dicht bij het nest blijven jagen. Na 24 tot 27 dagen verlaten de juvenielen voor het eerst het nest, maar blijven de eerste twee à drie weken nog gevoerd worden. Bij een Italiaanse studie bedroeg het broedsucces 80,2 procent en waren er gemiddelde 3,1 vliegvlugge juvenielen per broedsel.

## Taxonomie en naamgeving
De rotszwaluw werd in 1769 voor het eerst formeel beschreven als Hirundo rupestris door de Italiaanse bioloog Giovanni Antonio Scopoli. In 1850 werd de soort onder het nieuwe geslacht Ptyonoprogne geklasseerd door de Duitse ornitholoog Heinrich Gustav Reichenbach, waartoe nog drie andere zwaluwsoorten behoren, namelijk de vale rotszwaluw (P. obsoleta), de Kaapse rotszwaluw (P. fuligula) en de Indische rotszwaluw (P. concolor). De naam Ptyonoprogne is uit twee Griekse woorden samengesteld, waarbij φτυον (ptuon) een 'waaier' betekent, een referentie naar de brede staart, en Πρόκνη (Procne) de naam is van een meisje uit de Griekse mythologie. De soortnaam rupestris betekent 'van de rotsen' en is afgeleid van het Latijnse woord rupes, wat 'rots' betekent.
Er zijn geen geaccepteerde ondersoorten van de rotszwaluw. Er werd voorgesteld om rotszwaluwen uit twee geïsoleerde populaties als ondersoorten te beschouwen, namelijk P. r. centralasica in Centraal-Azië en P. r. theresae in het Atlasgebergte van Marokko. De geografische verschillen in grootte en kleur zijn echter klein.

## Verspreiding

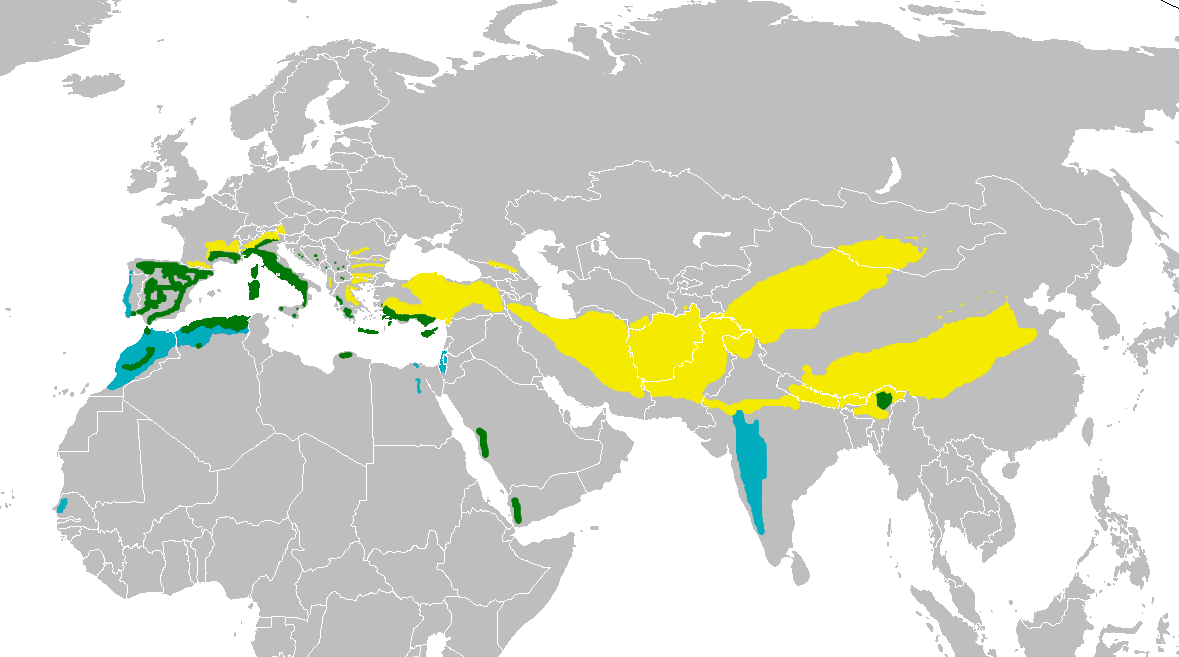
Verspreiding (ter benadering):
----

Het verspreidingsgebied van de rotszwaluw beslaat het Iberisch Schiereiland, Noordwest-Afrika, Zuid-Europa, het westen van het Arabisch schiereiland, Klein-Azië, het Midden-Oosten, Iran, Zuid-Rusland, het noorden van Mongolië, de Himalaya en China. Tijdens het broedseizoen komt hij ook voor in Frankrijk, Zwitserland, Duitsland (bijv. bij Schloss Neuschwanstein) en de Balkan.
De meeste rotszwaluwen zijn standvogels, maar sommige van de noordelijkste populaties zijn trekvogels. Europese populaties overwinteren in Noord-Afrika, Senegal, Ethiopië en de Nijlvallei; Aziatische populaties doen dit in Zuid-China, India en het Midden-Oosten. In zeldzame gevallen zijn 's zomers dwaalgasten buiten hun broedperiode in noordelijker gelegen gebieden aangetroffen, zoals Groot-Brittannië en Zweden. In Nederland werd in 2005 een eerste onbevestigde waarneming gedaan op Terschelling. Tussen 2006 en 2010 werden zes bevestigde waarnemingen gedaan in Zeeland, Noord-Holland en Zuid-Limburg. In Gambia zijn ook dwaalgasten aangetroffen, honderden kilometers ten zuiden van het overwinteringsgebied.

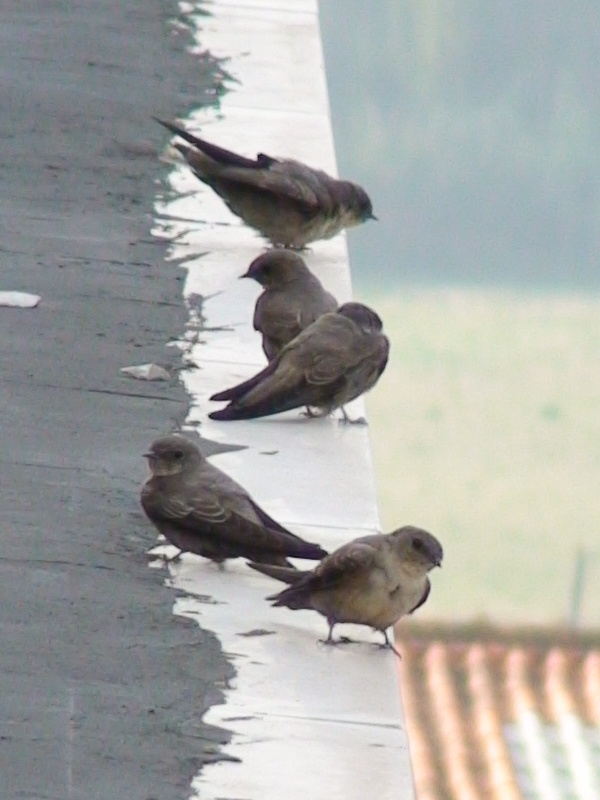
Rotszwaluwen rusten op een raamkozijn in Alcobaça, Portugal.

### Habitat
De rotszwaluw heeft een voorkeur voor bergachtig gebied met veel steile rotswanden, waar hij tot op grote hoogte voorkomt. Hij is goed bestand tegen koude, maar heeft een voorkeur voor droog, warm gebied met veel rotsen en kloven. Hij komt vooral voor op een hoogte van 2000 tot 2700 meter boven de zeespiegel, maar in Centraal-Azië zijn nesten aangetroffen op een hoogte van 5000 meter. De rotszwaluw deelt zijn voorkeur voor de broedlocaties met die van Savi's dwergvleermuis (Hypsugo savii), die bovendien vrijwel hetzelfde verspreidingsgebied in Europa heeft. Deze twee dieren worden daarom vaak in elkaars nabijheid aangetroffen. In het zuiden van Azië overlapt het leefgebied van de rotszwaluwen die van Indische rotszwaluwen en samen roesten ze in kolonies op kliffen of gebouwen. Buiten de broedperiode wordt de rotszwaluw ook wel waargenomen in andere gebieden, zoals laagland, weiden, kustgebieden, meren en moerassen.

### Status
In 2021 werd de Europese populatie van de rotszwaluw geschat op tussen de 420.000 en 816.000 exemplaren, inclusief 210.000 tot 408.000 broedpaartjes. Op basis hiervan bedraagt de wereldwijde populatie volgens een ruwe schatting 1,7-3,3 miljoen volwassen exemplaren. Het aantal rotszwaluwen neemt jaarlijks toe, wat mogelijk te danken is aan het toenemende aantal gebouwen die gebruikt kunnen worden als nestlocaties. Om deze redenen staat deze zwaluw als 'niet bedreigd' (Least Concern) op de Rode Lijst van de IUCN.